# Naturaliste Channel
Naturaliste Channel är ett sund i Australien. Det ligger i delstaten Western Australia, omkring 780 kilometer norr om delstatshuvudstaden Perth.